# Uszkodzenie w kierunku bezpiecznym
Uszkodzenie w kierunku bezpiecznym (ang. fail-safe) – zasada projektowania układu (regulacji, wykonywania, sterowania), aby po uszkodzeniu samoczynnie przechodził w stan bezpieczniejszy.
Przykładem zastosowania „fail-safe” w automatyce jest utrzymywanie prętów kontrolnych reaktora jądrowego w stanie podniesionym przy pomocy elektromagnesów. Gdy z jakiegokolwiek powodu w obwodzie elektromagnesu zabraknie prądu, pręty opadną do rdzenia wygaszając reaktor, niezależnie od woli i intencji operatora.